# Sunne landskommun, Värmlands län
Sunne landskommun var en tidigare kommun i Värmlands län.

## Administrativ historik
Sunne landskommun (från början Sunds landskommun) inrättades den 1 januari 1863 i Sunne socken i Fryksdals härad i Värmland  när 1862 års kommunalförordningar trädde i kraft. 16 december 1904 inrättades Sunne municipalsamhälle inom landskommunen, som omfattade hela Sunne socken fram tills 1920, då municipalsamhället bröt sig ur och bildade Sunne köping. 
I samband med kommunreformen 1952 gick de båda landskommunerna Västra Ämtervik och Östra Ämtervik upp i Sunne landskommun och Stora Sunne landskommun bildades.

## Kommunvapnet
Blasonering: I blått fält en genomgående bro av silver i ett spann, åtföljd ovanför av två korslagda båtshakar överlagda med en stolpvis ställd yxa och undertill av en framifrån sedd båt, allt av silver.
Detta vapen fastställdes av Kungl. Maj:t den 26 oktober 1951. Vapnet togs sedan över av Stora Sunne landskommun efter sammanslagningen 1952 och är idag kommunvapen för den nuvarande Sunne kommun. Se artikeln om Sunne kommunvapen för mer information.

## Politik

### Mandatfördelning i valen 1938-1946
| 14 | 8 | 4 | 4 |

| 29 |

| 14 | 10 | 3 | 3 |

| 29 |

|  | 13 | 11 | 3 | 2 |

| 28 |

För valresultat efter 1946, vänligen se Stora Sunne landskommun#Politik.

### Fotnoter
1. ↑  Andersson, Per (1993). Sveriges kommunindelning 1863–1993. Mjölby: Draking. Libris 7766806. ISBN 91-87784-05-X
2. ↑  ”Svenska Heraldiska Föreningens vapendatabas”. Arkiverad från originalet den 18 oktober 2012. https://web.archive.org/web/20121018011750/http://databas.heraldik.se/index.php. Läst 7 november 2010.